# Hector Charland
Hector Charland est un acteur québécois né à L'Assomption (Québec), le 1er juin  1883 et décédé le 28 décembre 1962 à l'âge de 79 ans.

## Biographie
Il a étudié au Collège de l'Assomption dans la province de Québec (Canada). Dès 1906, il se joint à des troupes de théâtre amateur. À l'université, il s'inscrit en droit pour devenir greffier et ainsi nourrir sa famille. Il fut connu du grand public surtout pour avoir incarné le personnage de Séraphin Poudrier dans Un homme et son péché de Claude-Henri Grignon à la radio, au théâtre, et au cinéma. Il fut ensuite le Père Évangéliste dans le feuilleton télévisé Les Belles Histoires des pays d'en haut. À L'Assomption, le Théâtre Hector Charland et la Corporation Hector Charland ont été nommés en son honneur. Son corps est inhumé au cimetière de L'Assomption.

## Filmographie
- 1936 : La Maison en ordre : Charles Blanchette
- 1949 : Un homme et son péché : Séraphin Poudrier
- 1950 : Séraphin (une suite du film Un homme et son péché de 1949) : Séraphin Poudrier
- 1952 : Le Rossignol et les cloches : L'évêque
- 1956 : Les Belles Histoires des pays d'en haut (série TV) : Évangéliste Poudrier

## Anecdotes
Dans Un homme et son péché, Séraphin doit un jour cracher malgré lui un « dix piastres » à Wabo après que ce dernier a sauvé Séraphin de la noyade. Une semaine plus tard, une auditrice compatissante du bas-du-fleuve lui envoie une image de St-Antoine en lui affirmant que cette image lui a fait retrouver deux cruches de sirop d'érable ! Peut-être St-Antoine lui fera-t-il récupérer son « argin ».